# Campeonato da Europa de Atletismo de 2018 - 110 m com barreiras masculino
A prova dos 110 metros com barreiras masculino do Campeonato da Europa de Atletismo de 2018 foi disputada entre os dias 9 e 10 de agosto de 2018 no Estádio Olímpico de Berlim em Berlim,  na Alemanha. 

## Recordes
Antes desta competição, os recordes mundiais e do campeonato nesta prova eram os seguintes:
|                       | Nome          | Nacionalidade  | Tempo | Local     | Data                  |
| --------------------- | ------------- | -------------- | ----- | --------- | --------------------- |
| Recorde mundial       | Aries Merritt | Estados Unidos | 12s80 | Bruxelas  | 7 de setembro de 2012 |
| Recorde do campeonato | Colin Jackson | Reino Unido    | 13s02 | Budapeste | 22 de agosto de 1998  |
| Recorde europeu       | Colin Jackson | Reino Unido    | 12s91 | Estugarda | 20 de agosto de 1993  |

## Medalhistas
| Oruro                          | Prata            | Bronze                 |
| França Pascal Martinot-Lagarde | Sergey Shubenkov | Espanha Orlando Ortega |

## Cronograma
Todos os horários são locais (UTC+2).
| Data         | Hora  | Evento    |
| ------------ | ----- | --------- |
| 9 de agosto  | 10:55 | Bateria   |
| 10 de agosto | 19:10 | Semifinal |
| 10 de agosto | 21:35 | Final     |

## Resultados

### Bateria

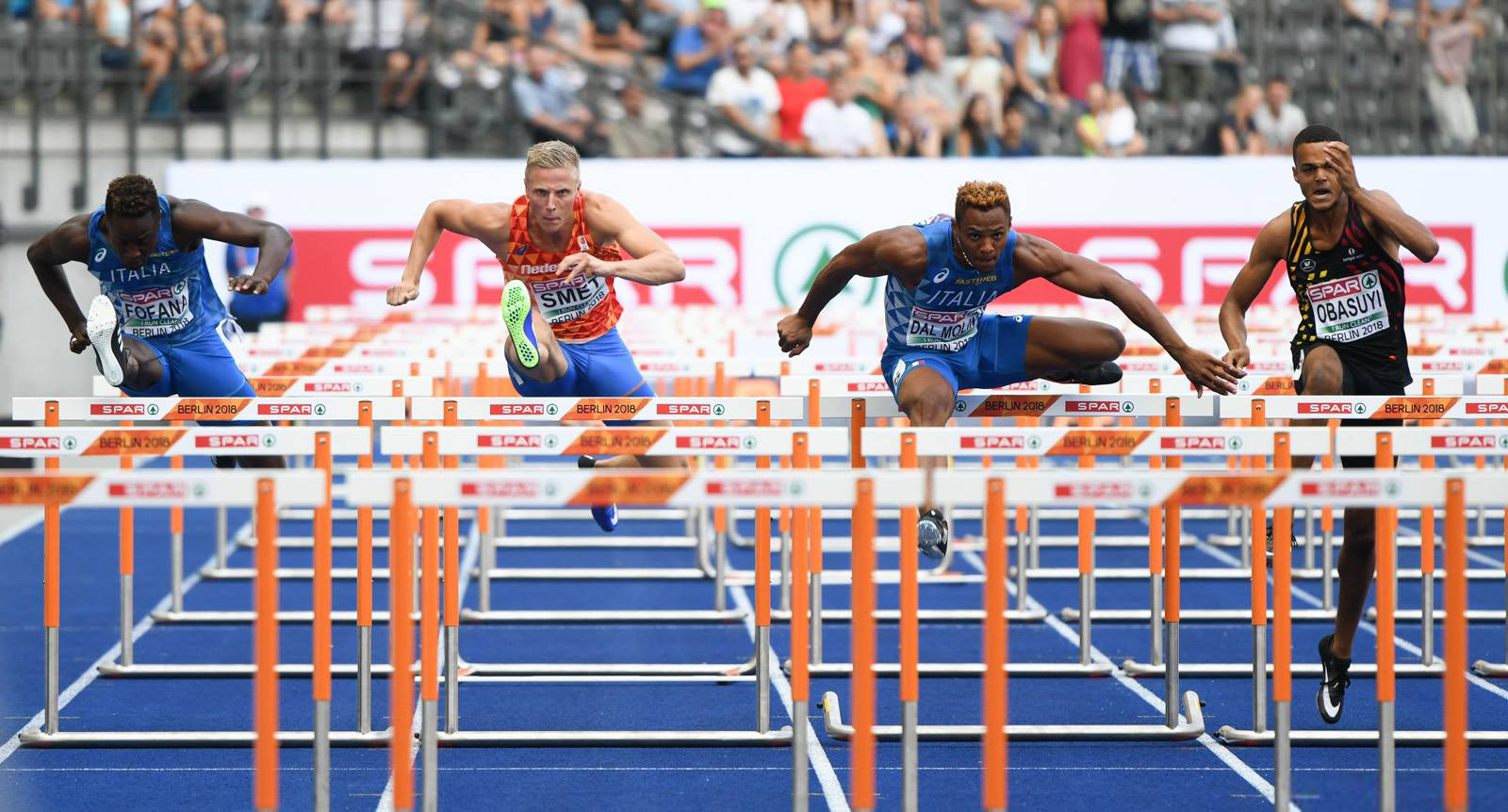
Bateria 1

Qualificação: 4 atletas de cada bateria  (Q) mais os 5 melhores qualificados (q). 
| Posição | Bateria | Raia | Atleta                 | Nacionalidade | Tempo | Notas |
| ------- | ------- | ---- | ---------------------- | ------------- | ----- | ----- |
| 1       | 1       | 6    | Paolo Dal Molin        | Itália        | 13.40 | Q,    |
| 2       | 1       | 8    | Hassane Fofana         | Itália        | 13.50 | Q,    |
| 3       | 2       | 5    | Erik Balnuweit         | Alemanha      | 13.55 | Q     |
| 4       | 1       | 7    | Koen Smet              | Países Baixos | 13.61 | Q     |
| 5       | 1       | 2    | Garfield Darien        | França        | 13.62 | Q     |
| 6       | 2       | 3    | David King             | Grã-Bretanha  | 13.65 | Q     |
| 7       | 2       | 2    | Lorenzo Perini         | Itália        | 13.65 | Q     |
| 8       | 1       | 4    | Vladimir Vukicevic     | Noruega       | 13.67 | q     |
| 9       | 2       | 1    | Konstadinos Douvalidis | Grécia        | 13.68 | Q     |
| 10      | 1       | 3    | Alexander John         | Alemanha      | 13.69 | q     |
| 11      | 2       | 8    | Artur Noga             | Polónia       | 13.71 | q     |
| 12      | 2       | 6    | Elmo Lakka             | Finlândia     | 13.75 | q     |
| 13      | 1       | 5    | Michael Obasuyi        | Bélgica       | 13.78 | q     |
| 14      | 1       | 1    | Artem Shamatryn        | Ucrânia       | 14.02 |       |
| 15      | 2       | 7    | Bálint Szeles          | Hungria       | 14.07 |       |
| 16      | 2       | 4    | Brahian Peña           | Suíça         | 14.50 |       |

### Semifinal
Qualificação: 2 atletas de cada bateria  (Q) mais os  2 melhores qualificados (q). 
| Posição | Bateria | Raia | Atleta                   | Nacionalidade               | Tempo | Notas                |
| ------- | ------- | ---- | ------------------------ | --------------------------- | ----- | -------------------- |
| 1       | 2       | 6    | Orlando Ortega*          | Espanha                     | 13.21 | Q                    |
| 2       | 1       | 3    | Sergey Shubenkov*        | Atletas Neutros Autorizados | 13.24 | Q                    |
| 3       | 1       | 4    | Gregor Traber*           | Alemanha                    | 13.26 | Q,                   |
| 4       | 2       | 3    | Andrew Pozzi*            | Grã-Bretanha                | 13.28 | Q,                   |
| 5       | 3       | 3    | Pascal Martinot-Lagarde* | França                      | 13.32 | Q                    |
| 6       | 3       | 6    | Balázs Baji*             | Hungria                     | 13.41 | Q                    |
| 7       | 1       | 5    | Aurel Manga*             | França                      | 13.45 | q                    |
| 8       | 3       | 5    | Damian Czykier*          | Polónia                     | 13.45 | q                    |
| 9       | 2       | 7    | Garfield Darien          | França                      | 13.46 |                      |
| 10      | 3       | 7    | Lorenzo Perini           | Itália                      | 13.50 |                      |
| 11      | 1       | 8    | Hassane Fofana           | Itália                      | 13.52 |                      |
| 12      | 3       | 4    | Jason Joseph*            | Suíça                       | 13.53 |                      |
| 13      | 3       | 2    | David King               | Grã-Bretanha                | 13.55 | Recorde da temporada |
| 14      | 1       | 7    | Konstadinos Douvalidis   | Grécia                      | 13.56 |                      |
| 15      | 2       | 4    | Milan Trajkovic*         | Chipre                      | 13.57 |                      |
| 16      | 3       | 8    | Erik Balnuweit           | Alemanha                    | 13.59 |                      |
| 17      | 2       | 1    | Elmo Lakka               | Finlândia                   | 13.60 | Recorde pessoal      |
| 18      | 2       | 2    | Paolo Dal Molin          | Itália                      | 13.61 |                      |
| 19      | 1       | 2    | Artur Noga               | Polónia                     | 13.66 |                      |
| 20      | 1       | 6    | Vitali Parakhonka*       | Bielorrússia                | 13.69 |                      |
| 21      | 2       | 5    | Koen Smet                | Países Baixos               | 13.71 |                      |
| 22      | 3       | 1    | Vladimir Vukicevic       | Noruega                     | 13.71 |                      |
| 23      | 1       | 1    | Michael Obasuyi          | Bélgica                     | 13.78 |                      |
| 24      | 2       | 8    | Alexander John           | Alemanha                    | DSQ   | 168.7                |

* Atletas que entraram diretamente na semifinal. 

### Final
| Posição           | Raia | Atleta                  | Nacionalidade               | Tempo | Notas                |
| ----------------- | ---- | ----------------------- | --------------------------- | ----- | -------------------- |
| Medalha de ouro   | 4    | Pascal Martinot-Lagarde | França                      | 13.17 | Recorde da temporada |
| Medalha de prata  | 5    | Sergey Shubenkov        | Atletas Neutros Autorizados | 13.17 |                      |
| Medalha de bronze | 3    | Orlando Ortega          | Espanha                     | 13.34 |                      |
| 4                 | 1    | Damian Czykier          | Polónia                     | 13.38 |                      |
| 5                 | 6    | Gregor Traber           | Alemanha                    | 13.46 |                      |
| 6                 | 8    | Andrew Pozzi            | Grã-Bretanha                | 13.48 |                      |
| 7                 | 2    | Aurel Manga             | França                      | 13.51 |                      |
| 8                 | 7    | Balázs Baji             | Hungria                     | 13.55 |                      |

Legenda
| Recorde mundial       | Recorde mundial (World record)               |                       | Recorde africano                      | Recorde africano (African) |                                           | Q | Classificado por posição (Qualified) |
| Recorde do campeonato | Recorde do campeonato (Championship record)  | Recorde da América    | Recorde da América (Americas)         | q                          | Classificado por melhor tempo (Qualified) |   |                                      |
| Melhor marca do ano   | Melhor marca do ano (World leading)          | Recorde asiático      | Recorde asiático (Asian)              | DNS                        | Não largou (Did not start)                |   |                                      |
| Recorde nacional      | Recorde nacional (National record)           | Recorde europeu       | Recorde europeu (European)            | DNF                        | Não terminou (Did not finish)             |   |                                      |
| Recorde pessoal       | Recorde pessoal do atleta (Personal best)    | Recorde da Oceania    | Recorde da Oceania (Oceania)          | DSQ / DQ                   | Desclassificado (Disqualified)            |   |                                      |
| Recorde da temporada  | Recorde da temporada do atleta (Season best) | Recorde sul-americano | Recorde sul-americano (South America) | NM                         | Sem marca (No mark)                       |   |                                      |